# Pagoda Liuhe

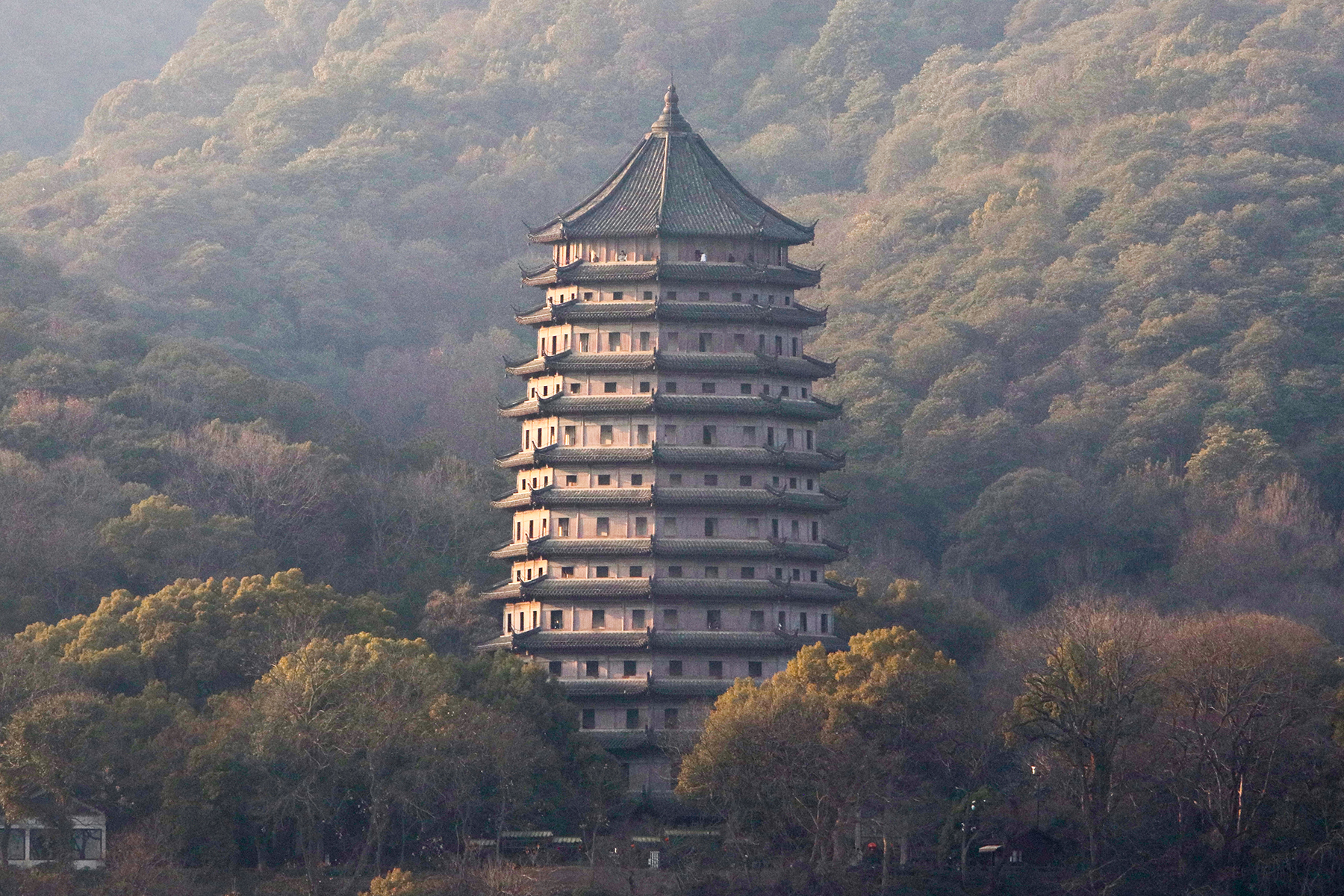
Pagoda Liuhe

Pagoda Liuhe (chiń. 六和塔; pinyin Liùhé tǎ; dosł. „Pagoda Sześciu Harmonii”) – pagoda znajdująca się w mieście Hangzhou w prowincji Zhejiang w Chinach. Budynek wznosi się u podnóży wzgórza Yuelun, niedaleko brzegu rzeki Qiantang Jiang, na południe od Jeziora Zachodniego.
Pagodę wybudowano w 970 roku i posiadała ona wówczas dziewięć kondygnacji. Według podań budynek powstał w celu ujarzmienia fal przypływu na pobliskiej rzece. W kronice Hangzhou Fu Zhi (杭州府志) zapisano, że pagoda pełniła również funkcję latarni morskiej. Budynek został kompletnie zniszczony w 1121 roku a jego odbudowę ukończono w 1165 roku. Za rządów dynastii Ming (1368–1644) i Qing (1644–1911) dokonano kilku modernizacji, m.in. dobudowano zewnętrzne daszki na ścianach. Ostatnia renowacja miała miejsce w 1900 roku.
Wzniesiona na planie ośmiokąta (symbol buddyjskiej ośmiorakiej ścieżki) pagoda mierzy ok. 60 m wysokości i jest konstrukcją ceglano-drewnianą. Rozmieszczenie daszków na ścianach zewnętrznych sugeruje, że posiada ona trzynaście pięter, jednak w rzeczywistości budynek składa się z tylko siedmiu kondygnacji. W każdym z boków pagody mieszczą się trzy otwory. Jej piętra zmniejszają się w miarę wysokości, a linie boków zbiegają się wysoko, niemal w punkcie podwójnej wyoskości pagody. Budynek zwieńczono niezbyt wyniosłym dachem i małą sterczyną.